# Браше, Жан
Жан Браше (фр. Jean Louis Brachet; 9 марта 1909, Эттербек, Бельгия — 10 августа 1988) — бельгийский биохимик и эмбриолог, член Королевской бельгийской академии наук, литературы и изящных искусств.

## Биография
Родился 9 марта 1909 года в Эттербеке. В 1929 году поступил в Брюссельский свободный университет, который он окончил в 1934 году и был оставлен администрацией Брюссельского университета и направлен в лабораторию молекулярной цитологии и эмбриологии, где он до 1942 года работал как научный сотрудник, а с 1942 года стал заведующим лаборатории и профессором и проработал всю оставшуюся долгую и плодотворную жизнь. Очень часто выезжал в длительные командировки, где занимал должность иностранного консультанта по молекулярной эмбриологии в Рокфеллеровском институте в Нью-Йорке (1937), Пастеровском институте в Париже (1946), Индийском центре исследования рака в Бомбее (1956) и Техасском университете (1965).
Скончался 10 августа 1988 года.

## Научные работы
Основные научные работы посвящены химической эмбриологии, гистохимии и цитохимии нуклеиновых кислот.
- 1941 — одним из первых указал на роль нуклеиновых кислот, в частности РНК и клеточного ядра в синтезе белка.
- 1944 — разработал цитохимическую реакцию на РНК.

## Сочинения
- Brachet J. Embryologie chimique.— Paris., Liege.: Editions Desoer, 1947.— 535 p.

## Членство в обществах
- Почётный член Американской академии наук и искусств (1959)
- Член Германской академии естествоиспытателей «Леопольдина» (1962)
- Иностранный член Национальной академии наук США (1965)[2]
- Иностранный член Лондонского королевского общества (1966)[3]
- Член ряда других академий наук

## Награды
- 1948 — Премия Франки
- 1959 — Мемориальные лекции Вейцмана
- 1961 — Медаль Шлейдена[нем.]
- 1967 — Премия Хейнекена
- 1969 — Charles-Léopold Mayer Prize[англ.]